# Prvenstvo Anglije 1894
Prvenstvo Anglije 1894 v tenisu.

## Moški posamično
Joshua Pim :  Wilfred Baddeley, 10-8 6-2 8-6

## Ženske posamično
Blanche Bingley Hillyard :  Edith Austin, 6-1, 6-1

## Moške dvojice
Wilfred Baddeley /  Herbert Baddeley :  Harold Barlow /  Ernest Lewis, 5–7, 7–5, 4–6, 6–3, 8–6